# De Nieuwe Realisten
De Nieuwe Realisten was een Nederlandse groep kunstschilders die in de jaren '70 van de 20e eeuw met elkaar gingen samenwerken in Den Haag. De betrokken kunstenaars waren Pat Andrea, Peter Blokhuis, Walter Nobbe, Jurjen de Haan, en Maarten van Dreven. Ze hadden hun artistieke opleiding genoten aan de Koninklijke Academie van Beeldende Kunsten in Den Haag en waren allen leerling geweest van Co Westerik. In genoemde periode verlieten zij het strikt individuele kunstenaarschap door het uitvoeren van gezamenlijke artistieke activiteiten. Er ontstonden werken van grote afmetingen, waaraan elk van de kunstenaars een eigen bijdrage leverde.
De samenhang die het werk van deze kunstenaars vertoonde ging later teloor en ieder koos zijn eigen aanpak.